# Нумий Албин
Нумий Албин (на латински: Nummius Albinus) е римлянин от края на 1 и началото на 2 век.

## Биография
Произлиза от фамилията Нумии. Той е вероятно полубрат на римския император – узурпатор Дидий Юлиан (имп. 28 март – 1 юни 193), на Дидий Прокул и Дидий Нумий Албин.
Баща е на Марк Нумий Сенецио Албин (консул 206 г.), който е осиновен от фамилията Умбрии Прими от Compsa (днес Конца дела Кампания) и е баща на Марк Нумий Сенецио Албин (консул 227 г.).
Осъден е на смърт от Септимий Север (имп. април 193 – 4 февруари 211 г.), вероятно заради брат си.